# Theresa Eslund
Theresa Eslund (tidligere Theresa Nielsen, født 20. juli 1986) er en tidligere dansk fodboldspiller, som senest spillede for Brøndby IF, efter at have spillet i USA for Seattle Reign FC i National Women's Soccer League i to år. Hun nåede at spille i alt 133 landskampe for det danske kvindelandshold, fra 2008 til 2020.
Hun har siden august 2021 været ekspert og medkommentator på Viasats sportskanal TV3 Sport, med dækning for den danske Gjensidige Kvindeliga.

## Klubkarriere
Nielsen begyndte at spille fodbold med Rikken i Valby.
I 2012 blev hun kåret Danmarks bedste kvindelige fodboldspiller, efter at hun havde hjulpet Brøndby med at vinde både danmarksmesterskabet og DBU-pokalen.
I 2017 spillede hun for Vålerenga Fotball i den norske liga, hvor hun spillede 22 kampe og scorede 2 mål. I januar 2018 underskrev hun kontrakt med den amerikanske klub Seattle Reign FC.
I november 2019 underskrev hun 1,5 årig kontrakt med Brøndby IF, gældende fra 1. januar 2020. Hun meddelte i maj 2021, at hun endegyldigt stoppede sin karriere.

## International karriere
Nielsen fik sin debut på Danmarks kvindelandshold i marts 2008, da hun blev skiftet ind for Johanna Rasmussen 73 minutter inde i en 1–0 sejr over Tyskland ved Algarve Cup 2008.
Hun blev udtaget til Danmarks trup til EM i fodbold for kvinder 2013 af landstræner Kenneth Heiner-Møller.
Hun blev udtaget til Danmarks trup til EM i fodbold 2017 af landstræner Nils Nielsen. Hun scorede det afgørende mål i Danmarks 2-1 sejr i kvartfinalen mod Tyskland og blev valgt til kampens spiller. Landsholdet vandt over Østrig i semifinalen efter forlænget spilletid og straffesparkskonkurrence. Danmark endte med at tabe finalen 2-4 mod Holland og vandt derved EM-sølv.

## Hæder

### Klub
Brøndby IF
- Elitedivisionen: Vinder 2011, 2012, 2013, 2015, 2017
- DBUs Landspokalturnering for kvinder: Vinder 2010, 2011, 2012, 2013, 2014, 2015, 2017

### Landshold
Danmark
- Bronze ved EM i fodbold for kvinder 2013 (Danmark og Norge fik bronze som tabende semifinalister)
- Sølv ved EM i fodbold 2017

### Individuel
- Blev valgt til en af de "Bedste elleve ved EM i fodbold 2017"[11]
- Blev valgt til bedste forsvarer i Toppserien i Norge i 2017.[12]

## Privatliv
I 2019 blev Theresa Nielsen gift og skiftede i den forbindelse sit nu tidligere efternavn Nielsen ud med Eslund.